# Kottayam
Kottayam è una suddivisione dell'India, classificata come municipality, di 60.725 abitanti, capoluogo del distretto di Kottayam, nello stato federato del Kerala. In base al numero di abitanti la città rientra nella classe II (da 50.000 a 99.999 persone).

## Geografia fisica
La città è situata a 9° 34' 60 N e 76° 31' 0 E e ha un'altitudine di 2 m s.l.m..

## Religione

### Chiese Cristiane
La città è sede dell'Arcidiocesi Cattolica omonima, dell'Arcieparchia di Kottayam della Chiesa cattolica siro-malabarese, nonché sede della Chiesa ortodossa siriaca del Malankara.

## Società

### Evoluzione demografica
Al censimento del 2001 la popolazione di Kottayam assommava a 60.725 persone, delle quali 29.883 maschi e 30.842 femmine. I bambini di età inferiore o uguale ai sei anni assommavano a 5.995, dei quali 3.084 maschi e 2.911 femmine. Infine, coloro che erano in grado di saper almeno leggere e scrivere erano 52.975, dei quali 26.316 maschi e 26.659 femmine.